# Jeremy Teitelbaum
Jeremy Teitelbaum (* 1959) ist ein US-amerikanischer Mathematiker, der sich mit Zahlentheorie und Arithmetischer Geometrie befasst.
Teitelbaum besuchte das Carleton College (Bachelor-Abschluss in Mathematik 1981) und wurde 1986 an der Harvard University bei John T. Tate promoviert (p-adic Periods as Moduli for Mumford-Schottky Curves of Genus Two). Als Post-Doktorand war er vier Jahre an der University of Michigan in Ann Arbor. Er war ab 1990 Assistant Professor, ab 1992 Associate Professor und ab 1997 Professor an der University of Illinois at Chicago (wo er ab 2004 Associate Dean war) und ist seit 2008 Professor an der University of Connecticut, wo er Dekan ist.
Er befasste sich mit Arithmetik elliptischer Kurven und von Modulformen, mit p-adischen L-Funktionen und p-adischer analytischer Geometrie. Unter anderem war er Gastprofessor und Gastwissenschaftler an der Hebrew University in Jerusalem, der Universität Paris VII am MSRI und der Universität zu Köln. Er arbeitete eng mit Peter Schneider von der Universität Münster über lokal analytische Darstellungen p-adischer Gruppen zusammen.
Von 1991 bis 1993 war er Sloan Research Fellow.

## Schriften
- mit Barry Mazur, John T. Tate On p-adic analogues of the conjecture of Birch and Swinnerton-Dyer, Inventiones Mathematicae, Band 84, 1986, S. 1–48
- mit Peter Schneider Algebras of p-adic distributions and admissible representations, Inventiones Mathematicae, Band 153, 2003, S. 145–196
- The geometry of p-adic symmetric spaces, Notices AMS, Oktober 1995
- Herausgeber mit D. Buell Computational perspectives on number theory: proceedings of a conference in honor of A. O. L. Atkin, American Mathematical Society 1998 (Konferenz University of Illinois at Chicago 1995)